# Beto Dois a Um
Beto Dois a Um (Porto Alegre), é um político brasileiro, filiado ao PSB. Nas eleições de 2022, foi eleito deputado estadual pelo MT.